# Ovariellt hyperstimuleringssyndrom
Ovariellt hyperstimuleringssyndrom (OHSS), även kallat överstimuleringssyndrom, är ett vårdrelaterat sjukdomstillstånd som kan uppkomma efter hormonbehandling mot ofrivillig barnlöshet som ger en överproduktion i äggstockarna. 
I lindriga fall (grad I) ger OHSS obehag i magtrakten, men i svåra fall (grad III) kan ge massiv ascites, pleuravätska, ev perikardvätska, svåra buksmärtor, dyspné, multipel organsvikt och disseminerad intravasal koagulation (DIC). Det anses att de moderna stimuleringsprotokollen med GnRH-agonist och hMG/FSH bidrar till ökad risk för OHSS.